# Agata kontra Agata
Agata kontra Agata (fr. Agathe contre Agathe) – francusko-belgijsko-szwajcarski film kryminalny z 2007 roku, w reżyserii Thierry'ego Binisti. Film składa się z dwóch odcinków, każdy trwa 90 minut.

## Fabuła[1]
Francuska policja wyławia z Sekwany ciało Agaty Bird, młodej historyk. Kobieta była autorką pracy doktorskiej pt. "Tajne stowarzyszenia, mity i prawdy". Policyjni detektywi, Yann i Emma, rozpoczynają śledztwo. Ślad wiedzie do Agaty Verdier. Kobieta również jest historykiem i ma niedługo uzyskać doktorat za pracę pod tym samym tytułem. Agata jest przerażona, gdy okazuje się, że podobieństw do Agaty Bird ma więcej. Ponadto okazuje się, że Bird wymienia ją w swym dzienniku jako kobietę, przez którą była niedawno śledzona.

## Obsada aktorska
- Cécile Bois jako Agathe Verdier
- François Vincentelli jako Yann
- Constance Dollé jako Emma
- Béatrice Agenin jako Élisabeth
- Thomas Jouannet jako Antoine
- François-Régis Marchasson jako Pierre Bouvier
- Féodor Atkine jako Monnier
- Philippe Laudenbach jako Marcennac
- Michel Jonasz jako Alexis

i inni